# جک متکالف
جک متکالف (انگلیسی: Jack Metcalfe؛ ۳ فوریه ۱۹۱۲ – ۱۶ ژانویه ۱۹۹۴) ورزشکار دو و میدانی، و پرتاب‌گر نیزه اهل استرالیا بود.
وی در مسابقات کشوری و بین‌المللی در مجموع برندهٔ ۲ مدال طلا، ۳ مدال برنز شده‌است.